# Microregione di Itajubá
Itajubá è una microregione del Minas Gerais in Brasile, appartenente alla mesoregione di Sul e Sudoeste de Minas.

## Comuni
È suddivisa in 13 comuni:
- Brazópolis
- Consolação
- Cristina
- Delfim Moreira
- Dom Viçoso
- Itajubá
- Maria da Fé
- Marmelópolis
- Paraisópolis
- Piranguçu
- Piranguinho
- Virgínia
- Wenceslau Braz